# Årets skiftningar
Årets skiftningar är ett studioalbum från 1990 av den svenska dansbandsgruppen Leif Bloms.  Låten "Ännu en gång" testades på Svensktoppen den 22 september 1990, men missade listan. 

## Låtlista
| Nr  | Titel                                                           | Låtskrivare                                 |
| --- | --------------------------------------------------------------- | ------------------------------------------- |
| 1.  | "Ännu en gång"                                                  | Mona Gustafsson                             |
| 2.  | "Jag vill ha dig för mig själv"                                 | Eva Andersson                               |
| 3.  | "Svara med en lögn"                                             | Mats Rådberg, Ingela Forsman                |
| 4.  | "True Blue"                                                     | Madonna, Steve Bray                         |
| 5.  | "Hälsa Mikael från mig" ("Just a Closer Walk with Thee)" (trad) | Peter Himmelstrand                          |
| 6.  | "En enda vår"                                                   | Mona Gustafsson                             |
| 7.  | "Right Here Waiting"                                            | Bruce Gaitsch, Richard Marx                 |
| 8.  | "Årets skiftningar"                                             | JC Ericsson                                 |
| 9.  | "Den finaste som finns"                                         | Torild Jennehed, Benny Andersson            |
| 10. | "Ensam igen" ("Sealed With a Kiss")                             | Gary Gold, Peter Udell, Mona Gustafsson     |
| 11. | "I varje liten droppe regn"                                     | JC Ericsson                                 |
| 12. | "Ingen väg är för lång"                                         | Mona Gustafsson                             |
| 13. | "Blå löften" ("Blue Winter")                                    | R. S. Louiguy, Marcel Ageron, Gösta Rybrant |
| 14. | "En sommar så kort"                                             | Mona Gustafsson                             |

### Fotnoter
1. ↑  ”Svensk mediedatabas”. http://smdb.kb.se/catalog/id/001502491. Läst 13 maj 2011.
2. ↑   ”Svensk mediedatabas”. http://smdb.kb.se/catalog/id/001483802. Läst 13 maj 2011.
3. ↑  ”Mona Gustafsson”. http://www.monags.se/fakta/fakta_svensktoppen.htm. Läst 13 maj 2011.